# Грушанка копытнелистная
Грушанка копытнелистная, или грушанка копытолистная (лат. Pyrola asarifolia), — вид растений семейства вересковых (Ericaceae), аборигенный вид западной части Северной Америки. Встречается в основном на опушках лесов средних широт на северо-западе Тихого океана и в северной Калифорнии. Согласно картам iNaturalist встречается также на территории России, Китая, Монголии и Японии.

## Описание
Pyrola asarifolia — многолетнее, голое травянистое растение с раскидистым корневищем, черешком стебля (10–30 см).

### Листья

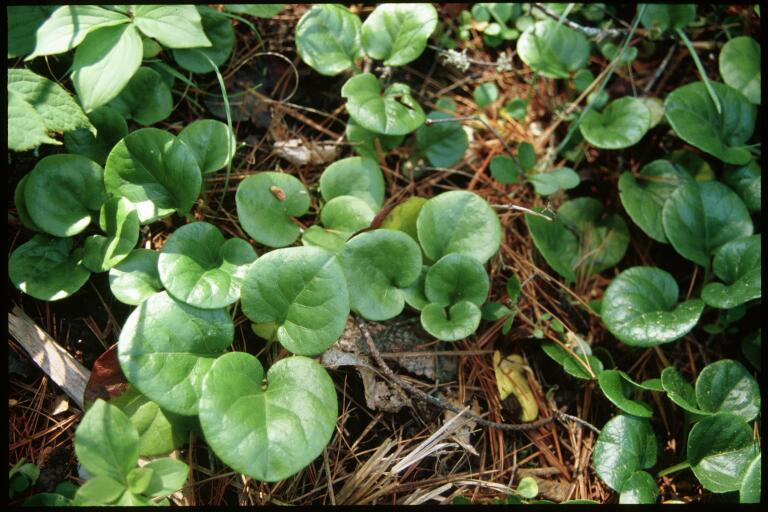
Почковидные листья

Прикорневые листья многочисленные, пластинки округло-обратнояйцевидные (согласно дугому источнику — от круглых до почковидных), закругленные или тупые на кончике, поверхность кожистая, голая, от цельнокрайных до зубчатых, от 3 до 8 см длиной, длинные и широкие, сверху тёмно-зеленые и блестящие, снизу слегка пурпурные, без мраморных пятен; черешки по крайней мере такой же длины, как и листовые пластинки или длиннее. Верхняя поверхность очень блестящая.
Цветоносные стебли гладкие и могут иметь несколько чешуйчатых листьев под соцветием.

### Цветы
Цветки 10—25 в продолговатой кисти; цветоножки 3−8 мм длиной, стянутые линейно-ланцетными прицветниками одинаковой длины; цветки 10−15 мм в диаметре; чашечка с пятью заостренными лопастями длиной 2,5−4 мм; пять отчетливых лепестков длиной 5−7 мм, от розоватого до розового или пурпурно-красного цвета. Десять тычинок загнуты внутрь, пыльники безостые, перевернутые, открывающиеся двумя порами на коротких трубках; сильно изогнутый столбик длиной 5−8 мм с воротничком под рыльцем; верхний яичник.
Плод — пятигнездная коробочка .

## Распространение и среда обитания
Широко распространен по обеим сторонам Каскадного хребта в Вашингтоне; от Аляски до Калифорнии, на восток до Скалистых гор, на север до Великих равнин, района Великих озёр и северо-востока Северной Америки.
Согласно картам iNaturalist вид встречается также на территории России, Китая, Монголии и Японии (var. japonica).
Влажная почва в лесах и лесах, от низких до средних высот .

## Список подвидов и разновидностей

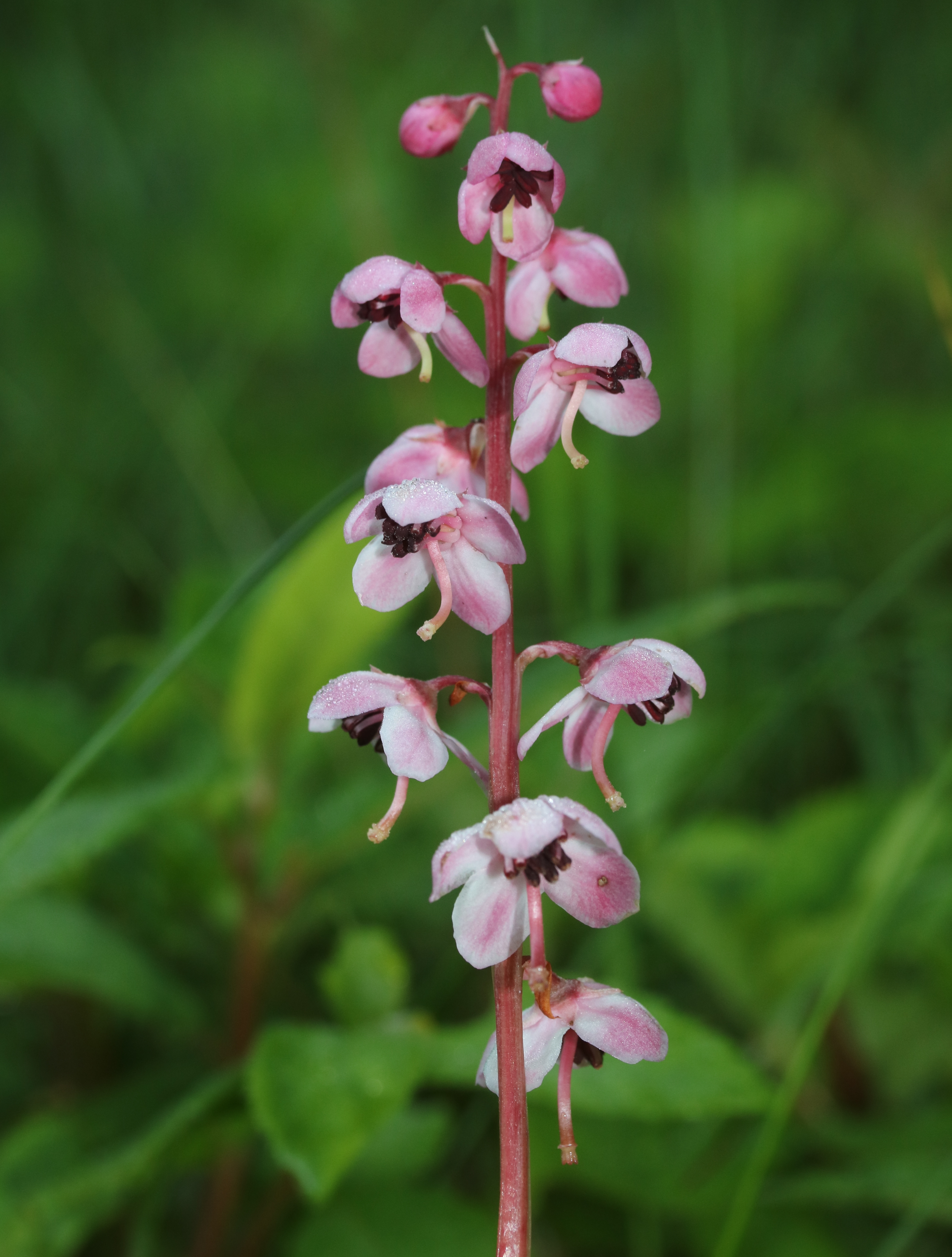
Цветки (subsp. incarnata)

Подвиды:
- Pyrola asarifolia subsp. americana (Sweet) Křísa
- Pyrola asarifolia subsp. asarifolia
- Pyrola asarifolia subsp. bracteata (Hook.) Haber
- Pyrola asarifolia subsp. incarnata (DC.) Haber & Hideki Takah.

Разновидности:
- Pyrola asarifolia var. asarifolia
- Pyrola asarifolia var. bracteata (Hook.) Jeps.
- Pyrola asarifolia var. incarnata (DC.) Fernald — грушанка мясо-красная[4][5]
- Pyrola asarifolia var. japonica (Klenze ex Alef.) Miq. — грушанка японская[6]
- Pyrola asarifolia var. ovata Farw.
- Pyrola asarifolia var. purpurea (Bunge) Fernald
- Pyrola asarifolia var. uliginosa (Torr. & A. Gray) A. Gray